# Hamalijiwka (rejon konotopski)
Hamalijiwka (ukr. Гамаліївка) – wieś na Ukrainie, w rejonie konotopskim obwodu sumskiego. 
Wieś liczy 176 mieszkańców. Graniczy z osiedlem typu miejskiego Dubowjaziwka.